# Pia Mohr
Pia Mohr (* 24. November 2002 in Herten) ist eine deutsche Volleyballspielerin.

## Karriere
Mohr begann ihre Karriere 2014 beim VV Schwerte. 2017 ging sie zum VC Olympia Münster und trat mit dem Nachwuchsteam in der Dritten Liga West an. Mit der deutschen Nachwuchs-Nationalmannschaft wurde sie Siebte bei der U18-Europameisterschaft. 2020/21 kam die Außenangreiferin mit einem Zweitspielrecht auch beim Erstligisten USC Münster zum Einsatz.
Von 2021 bis 2023 studierte Mohr am Hillsborough Community College in Florida und spielte in der Universitätsmannschaft. Anschließend wechselte sie zu Schwarz-Weiss Erfurt. 2023/24 stand sie mit dem Verein im DVV-Pokal 2023/24 im Achtelfinale und schaffte in der 2. Bundesliga Pro den Aufstieg in die erste Liga. Im DVV-Pokal 2024/25 kam die Erfurterinnen ins Viertelfinale, aber sie verpassten als Tabellenneunter die Bundesliga-Playoffs. Danach wurde Mohr vom Erstliga-Aufsteiger Skurios Volleys Borken verpflichtet.